# FC Voluntari
Az FC Voluntari (teljes nevén: SC Fotbal Club Voluntari SA) egy román labdarúgócsapat, amelynek otthona az Ilfov megyei Voluntari város. Hivatalos színei a fekete és a fehér, hazai pályája az Anghel Iordănescu Stadion.

## Története
A Voluntarit 2010 ben alapították. A 2013–2014-es szezon végén feljutott a másodosztályba, egy évvel később pedig onnan is feljutott az első osztályú bajnokságba (Liga 1).
Legnagyobb sikere, hogy a 2016–2017-es szezonban megnyerte a román kupát, majd ezután a szuperkupát is.